# Dhu Nuwas
Yūsuf Dhū Nuwās (in arabo يوسف ذو نواس‎?; ... – 525) è stato un sovrano yemenita.

## Biografia
Dhū Nuwās, ossia Yūsuf Asar Dhū Nuwās, o Yūsuf b. Shurāḥbīl, ma anche Dunaan, - dal greco δουναáν (accusativo) o δουναáç (nominativo) è stato l'ultimo tubba del regno himyarita (attuale Yemen). Regnò dal 521-2 al 525 d.C.
La storicità di Dhū Nuwās è attestata da Filostorgio e da Procopio di Cesarea (nelle sue Guerre persiane). Alcune fonti affermano che egli fu il successore di Rabi'a ibn Mudar, un membro della medesima dinastia. L'archeologo italiano Alessandro de Maigret ritiene che egli fosse un usurpatore.
Risiedette alternativamente a Ṣanʿāʾ e nel palazzo di Baynun. Secondo alcuni storici medievisti, che si rifanno al racconto di Giovanni di Efeso, Dhū Nuwās, che s'era convertito al Giudaismo, annunciò che avrebbe perseguitato i cristiani che vivevano nel suo regno perché questi avevano perseguitato i suoi correligionari nei loro regni. Una lettera scritta da Simone, il vescovo di Beth Arsham, nel 524, racconta della persecuzione di Dhū Nuwās (qui chiamato Dimnon) a Najrān (moderna al-Ukhdud in Arabia Saudita). La persecuzione è descritta e condannata dal Corano stesso (sura LXXXV:4-8).
Un'ipotesi particolarmente accreditata tra gli studiosi parla invece della precisa volontà del sovrano himyarita di non rimborsare un forte debito contratto con la comunità cristiana di Najran, eliminando cinicamente i suoi creditori.
Secondo fonti coeve, dopo essersi impadronito del trono himyarita verso il 518 o il 523, Dhū Nuwas attaccò la guarnigione del regno aksumita (prevalentemente cristiano monofisita) a Zafar, conquistando la cittadina e bruciando le sue chiese. Si mosse quindi alla volta di Najrān, una roccaforte cristiana e aksumita. Dopo aver ottenuto la capitolazione della città, egli massacrò i suoi abitanti che non avevano abiurato la loro fede. Le stime del massacro parlano di 20.000 vittime circa, anche se la valutazione appare esagerata.
Dhū Nuwās poi procedette a scrivere una lettera al re lakhmide al-Mundhir di al-Hira e all'imperatore Kavadh I di Persia, informandoli dell'avvenuto ed esortandoli a procedere nella stessa maniera nei confronti dei cristiani che vivevano all'interno dei loro domini. Al-Mundhir ricevette questa lettera nel gennaio 519 e, quando giunse un'ambasceria da Costantinopoli che chiedeva di formalizzare un accordo di pace fra l'Impero bizantino e al-Hira, al-Mundhir rivelò il contenuto della lettera di Dhū Nuwās agli ambasciatori bizantini che restarono inorriditi per il suo contenuto. La notizia del massacro si diffuse rapidamente negli imperi di Costantinopoli e di Ctesifonte, mentre gli scampati alla carneficina trovavano ospitalità presso l'Imperatore bizantino Giustino I stesso, cui fu chiesto di vendicare quei martiri cristiani (chiamati nei martirologi cristiani Marthyri Homeriti, ossia "Martiri himyariti").
Anche l'eccidio della guarnigione aksumita di Zafar provocò una replica da parte di Kaleb, re di Axum. Procopio riferisce che Kaleb (che chiama Hellesthaeus), con l'aiuto dell'Imperatore bizantino Giustino I, riunì una flotta e attraversò il mare alla volta dello Yemen, dove sconfisse Dhū Nuwās verso l'anno 525. Kaleb poi nominò il suo suddito cristiano sud-arabico Sumyafa' Ashawa' affinché governasse lo Yemen in qualità di suo viceré.
La tradizione araba afferma che Dhū Nuwās si fosse suicidato lanciando al galoppo il suo cavallo nel mar Rosso. Un'altra iscrizione sud-arabica di Husn al-Ghurab potrebbe indicare che egli fosse rimasto ucciso in battaglia, combattendo contro l'esercito di Kaleb.
de Maigret scrive anche che nel 1951 tre iscrizioni furono rinvenute a nord di al-Ukhdud, in cui si faceva riferimento a una campagna militare condotta da Dhū Nuwās (qui chiamato Yūsuf Asar Yathar),  datate 633 del calendario himyarita, equivalente quindi al 518 o al 523.